# Saropogon srilankaensis
Saropogon srilankaensis är en tvåvingeart som beskrevs av Joseph och Parui 1995. Saropogon srilankaensis ingår i släktet Saropogon och familjen rovflugor.
Artens utbredningsområde är Sri Lanka. Inga underarter finns listade i Catalogue of Life.